# Turbina reakcyjna
Turbina reakcyjna jest turbiną o stosunkowo dużej reakcyjności. Dla przypadku akademickiego reakcyjność (stopień reakcyjności) ρ wynosi 0.5, w rzeczywistości jej wartość zawiera się w zakresie od 0.3 do 0.7.

## Podstawy termodynamiczne
Przepływ czynnika roboczego przez turbinę następuje w wyniku różnicy ciśnień między wlotem i wylotem turbiny. Na wlocie do turbiny występuje wyższe ciśnienie czynnika, na wylocie - niższe. Podczas przepływu czynnika następuje więc jego rozprężanie.
Elementy konstrukcyjne turbiny reakcyjnej nie są chłodzone ani podgrzewane z zewnątrz. Dlatego można powiedzieć, że przemiana czynnika w turbinie jest przemianą adiabatyczną. W przemianie takiej podczas rozprężania czynnika występuje także wzrost objętości właściwej, a więc ekspansja czynnika. Pojęcia "ekspansja" nie należy mylić z pojęciem "rozprężanie", jednak w przemianie adiabatycznej oba te procesy przebiegają jednocześnie.

## Przemiany energetyczne
W turbinie reakcyjnej rozprężanie i ekspansja czynnika realizowane są zarówno w kierownicy jak i w wirniku. W kierownicy i w wirniku, w wyniku rozprężania adiabatycznego, dochodzi także do wzrostu objętości właściwej (ekspansja), spadku temperatury, spadku entalpii, wzrost prędkości przepływu i związanego z tym wzrostu ciśnienia dynamicznego oraz energii kinetycznej. Energia potencjalna pozostaje przy tym zwykle niezmienna, dlatego nie jest brana pod uwagę. W wieńcu wirnikowym występują takie same przemiany termodynamiczne, jak w kierownicy, tzn. rozprężanie/ekspansja połączone z przepływem czynnika przez kanały międzyłopatkowe zakrzywione.
Ogólnie można powiedzieć, że w turbinie cieplnej następuje zamiana pewnej ilości entalpii czynnika na pracę mechaniczną. W turbinie reakcyjnej realizowane jest to po części w dwóch niezależnych przemianach energetycznych: 
- w kierownicy zamieniana jest entalpia na energię kinetyczną,
- w wirniku zamieniana jest energia kinetyczna oraz entalpia na pracę mechaniczną.

## Budowa
Turbina reakcyjna składa się zwykle z wielu stopni turbinowych, a w każdym z nich realizowane są podobne przemiany termodynamiczne. Rozprężanie\ekspansja (i z wiązany z nimi spadek entalpii) czynnika roboczego następuje zarówno w kierownicy (wieńcach kierowniczych) jak i wirniku (wieńcach wirnikowych). W wirniku następuje jednocześnie przyspieszanie czynnika i zmiana kierunku przepływu (przepływ przez kanały zakrzywione). 
Istotną zaletą turbin reakcyjnych jest możliwość zastosowania jednakowych profili na wieńce kierownicze i wirnikowe, gdyż w obu tych turbinach przebiegać mogą identyczne (dla ρ = 0.5). Niestety optymalny stosunek prędkości unoszenia u do prędkości bezwzględnej czynnika na wlocie do wieńca wirnikowego c1 jest większy, niż w turbinach akcyjnych, przez co moc uzyskiwana z jednego stopnia jest mniejsza (a więc turbina reakcyjna o tej samej mocy będzie miała więcej stopni). Turbiny takie znalazły zastosowanie także w turbinach gazowych oraz silnikach odrzutowych, turbośmigłowych, turbowentylatorowych, i innych.